# Calliste argenté
Stilpnia viridicollis
Espèce
Répartition géographique
Statut de conservation UICN

 LC  : Préoccupation mineure
Le Calliste argenté (Stilpnia viridicollis), également appelé Tangara argenté, est une espèce d'oiseaux de la famille des Thraupidae.

## Habitat
C'est un habitant des forêts des plaines tropicales et subtropicales des forêts sèches tropicales et subtropicales des Andes boréales.
On peut aussi le trouver dans les zones où la forêt a été dégradée par la présence humaine.

## Sous-espèces
D'après la classification de référence (version 15.1, 2025) du Congrès ornithologique international il se répartit en deux sous-espèces :
- S. v. fulvigula (Berlepsch & Sztolcman, 1906) — sud de l'Équateur et nord du Pérou
- S. v. viridicollis (Taczanowski, 1884) — du centre de Pérou à l'ouest de la Bolivie